# Ligne Kakhovskaïa
La ligne Kakhovskaïa (en russe : Каховская линия) était la onzième et la plus petite ligne du métro de Moscou. Elle se composait de 3 stations et s'étendait sur 3,3 km. Le temps moyen pour parcourir la ligne était de 5 minutes, la vitesse moyenne du métro étant de 39 km/h. Elle a fermé le 26 octobre 2019, pour être intégrée à la grande ligne circulaire Bolchaïa Koltsevaïa (11A).

## Caractéristiques

### Stations et correspondances
|  |   |  | Station      | Lieu                   | Correspondance                 |
|  | - |  | ------------ | ---------------------- | ------------------------------ |
|  | o |  | Kachirskaïa  | Moskvoretche-Sabourovo | dans la même station           |
|  | • |  | Varchavskaïa | Nagorny                |                                |
|  | o |  | Kakhovskaïa  | Ziouzino               | via la station Sevastopolskaïa |